# 势 (数学)
势在數學裡是指如果存在着从集合A到集合B的双射，那么集合A与集合B等势，记为A~B。一個有限集的元素個數是一個自然數，势標誌着该集合的大小。对于有限集，势为其元素的数量。比較無窮集裡元素的多寡之方法，可在集合論裡用集合的等勢和某集合的勢比另一個集合大這兩個概念來達到目的。

## 集合比較
設{\displaystyle A}和{\displaystyle B}為集合。稱它們等勢，指的是存在{\displaystyle A}到{\displaystyle B}一個雙射{\displaystyle f}，即{\displaystyle A}中的元素可以與{\displaystyle B}中的元素一一對應起來。例子：集合{\displaystyle A=\{1,2,3\}}與{\displaystyle B=\{}蘋果,馬,園丁{\displaystyle \}}等勢，這是因為「{\displaystyle 1\rightarrow }蘋果, {\displaystyle 2\rightarrow }馬, {\displaystyle 3\rightarrow }園丁」是兩個集合之間的一一對應。不過在這個例子中, 不用等勢的概念也知道它們的元素不多不少, 是3個。對於無窮集可舉一個例子如下：正偶數集合{\displaystyle E=\{2,4,6,\ldots \}}和自然數集合{\displaystyle \mathbb {N} =\{1,2,3,\ldots \}}等勢，這是因為由公式{\displaystyle f(n)=2n}所決定的函數{\displaystyle f:\mathbb {N} \rightarrow E}是一個由{\displaystyle \mathbb {N} }到{\displaystyle E}的雙射。
等勢的概念只能說明兩個（有限或無限）集合的元素是否「一樣多」的問題。那麼以下說明集合{\displaystyle A}的元素是否比集合{\displaystyle B}「多」的問題。稱「集合{\displaystyle A}的勢不小於集合{\displaystyle B}的勢」，若存在一個由{\displaystyle B}到{\displaystyle A}的單射。稱「集合{\displaystyle A}的勢大於集合{\displaystyle B}的勢」，若{\displaystyle A}的勢不小於{\displaystyle B}的勢，但{\displaystyle A}和{\displaystyle B}不等勢。也就是說，存在一由{\displaystyle B}到{\displaystyle A}的單射，但它們之間不存在一一對應。例如，實數集合{\displaystyle \mathbb {R} }的勢嚴格大於自然數集合{\displaystyle \mathbb {N} }的勢，因為內含映射{\displaystyle i:\mathbb {N} \rightarrow \mathbb {R} }是單射的，且可證明不存在一由{\displaystyle \mathbb {N} }到{\displaystyle \mathbb {R} }的雙射函數。

## 可數與不可數集合
假設選擇公理成立，三分法就會成立於所有的勢中，所以可以有以下的定義。
- 任何勢小於自然數集的集合稱為有限集合。
- 任何勢和自然數集一樣的集合稱為可數無限集合。
- 任何勢大於自然數集的集合稱為不可數集合。

## 基數
注意，到目前為止，我們只是從函數的角度去定義勢的概念：我們沒有把一個集合的勢真正地定義為一具體的對象。以下將略述此一處理方法。
等勢可被視為在所有集合的類上的等價關係。一集合{\displaystyle A}在此關係下的等價類包含所有和{\displaystyle A}等勢的集合。然後，接下來可以有兩種定義「一集合的勢」的處理方式。
- 直接把一集合{\displaystyle A}的勢定義成其在等勢關係下的等價類。

但這樣得出的等價類事實上是真類而不是集合，因此一般不採用這種定義。
- 給每個等價類指定一個集合來代表它，將其定義為集合的勢。

最一般的選擇是馮·諾伊曼基數指派。它通常被取為公理集合論中基數的定義。
集合{\displaystyle S}的勢通常標記為{\displaystyle |S|}。其冪集的勢則通常標記為{\displaystyle 2^{|S|}}。
假定選擇公理，無限集合的勢可標記為
{\displaystyle \aleph _{0}<\aleph _{1}<\aleph _{2}<...}（對每一個序數{\displaystyle \alpha }，{\displaystyle \aleph _{\alpha +1}}是第一個大於{\displaystyle \aleph _{\alpha }}的勢）。
自然數集的勢標記為{\displaystyle \aleph _{0}}，而實數集的勢則被標記為{\displaystyle \mathbf {c} }。可以證明{\displaystyle \mathbf {c} =2^{\aleph _{0}}>{\aleph _{0}}}。（請看對角論證法）。連續統假設斷言不存在介於實數集的勢和自然數集的勢之間的基數，亦即{\displaystyle \mathbf {c} =\aleph _{1}}。

## 例子和其他性質
- 集合{\displaystyle X=\{a,b,c\}}與集合{\displaystyle Y=\{}苹果, 橘子, 桃子{\displaystyle \}}有同樣的勢，因為它們都有三個元素。
- 若對於兩個集合{\displaystyle X}和{\displaystyle Y}有{\displaystyle |X|} ≤ {\displaystyle |Y|}，則存在一{\displaystyle Y}的子集{\displaystyle Z}使得{\displaystyle |X|=|Z|}。
- 若對於集合{\displaystyle Y}有{\displaystyle |Y|=\mathbf {c} }，則稱{\displaystyle Y}具有连续统的势。
- 可以證明不存在一集合{\displaystyle X}，使得對任一集合{\displaystyle Y}，{\displaystyle |Y|} ≤ {\displaystyle |X|}。

證明：假設存在此一集合{\displaystyle X}。然後設{\displaystyle Y}為{\displaystyle X}的冪集，{\displaystyle |Y|=2^{|X|}}，然而{\displaystyle |Y|>|X|}（請看康托爾定理），導出矛盾。

## 另見
- 基數
- 連續統假設
- 艾禮富數